# Giuseppe Virgili
Giuseppe Virgili (24. červenec 1935 Udine, Italské království – 10. červen 2016 Florencie, Itálie) byl italský fotbalový útočník.
Fotbalově vyrůstal v Udinese. První zápasy nejvyšší lize odehrál v sezoně 1952/53. V následující sezoně vstřelil celkem 10 branek a všimla si jej Fiorentina. Již první sezoně u fialek byla skvělá, když vstřelil 15 branek. V sezoně 1955/56 získal s klubem titul a navíc vstřelil 21 branek, což jej zařadilo na 3. místo tabulce střelců. V roce 1958 odešel do Turína. První sezona u býků se nevydařila, protože poprvé sestoupila do druhé ligy. V následující sezoně vstřelil 20 branek a stal se nejlepším střelcem a také pomohl k postupu do nejvyšší ligy. Sezonu 1960/61 ale začal v novem klubu. Přestoupil do Bari. V roce 1962 odešel do třetiligového Livorna, kde zůstal dva roky. Fotbalovou kariéru ukončil v dresu Taranta v roce 1966. V roce 2013 byl zařazen do síně slávy Fiorentiny.
Za reprezentaci odehrál 7 utkání.

## Hráčská statistika
| Sezóna  | Klub       | Liga    | Liga   | Liga | Ligové poháry | Ligové poháry | Ligové poháry | Kontinentální poháry | Kontinentální poháry | Kontinentální poháry | Celkem | Celkem |
| Sezóna  | Klub       | Soutěž  | Zápasy | Góly | Soutěž        | Zápasy        | Góly          | Soutěž               | Zápasy               | Góly                 | Zápasy | Góly   |
| ------- | ---------- | ------- | ------ | ---- | ------------- | ------------- | ------------- | -------------------- | -------------------- | -------------------- | ------ | ------ |
| 1952/53 | Udinese    | Serie A | 2      | 0    | -             | 0             | 0             | -                    | 0                    | 0                    | 2      | 0      |
| 1953/54 | Udinese    | Serie A | 34     | 10   | -             | 0             | 0             | -                    | 0                    | 0                    | 34     | 10     |
| 1954/55 | Fiorentina | Serie A | 29     | 15   | -             | 0             | 0             | -                    | 0                    | 0                    | 29     | 15     |
| 1955/56 | Fiorentina | Serie A | 32     | 20   | -             | 0             | 0             | -                    | 0                    | 0                    | 32     | 20     |
| 1956/57 | Fiorentina | Serie A | 22     | 10   | -             | 0             | 0             | PMEZ                 | 4                    | 1                    | 26     | 11     |
| 1957/58 | Fiorentina | Serie A | 18     | 9    | IP            | 5             | 4             | -                    | 0                    | 0                    | 23     | 13     |
| 1958/59 | Turín      | Serie A | 25     | 10   | IP            | 2             | 2             | -                    | 0                    | 0                    | 27     | 12     |
| 1959/60 | Turín      | Serie B | 37     | 20   | IP            | 3             | 1             | -                    | 0                    | 0                    | 40     | 21     |
| 1960/61 | Bari       | Serie A | 22     | 6    | IP            | 0             | 0             | -                    | 0                    | 0                    | 22     | 6      |
| 1961/62 | Bari       | Serie B | 14     | 3    | IP            | 1             | 2             | -                    | 0                    | 0                    | 15     | 5      |
| 1962/63 | Livorno    | Serie C | 25     | 9    | -             | 0             | 0             | -                    | 0                    | 0                    | 25     | 9      |
| 1963/64 | Livorno    | Serie C | 26     | 15   | -             | 0             | 0             | -                    | 0                    | 0                    | 26     | 15     |
| 1964/65 | Livorno    | Serie B | 20     | 1    | IP            | 0             | 0             | -                    | 0                    | 0                    | 20     | 1      |
| 1965/66 | Taranto    | Serie C | 6      | 0    | -             | 0             | 0             | -                    | 0                    | 0                    | 25     | 9      |
| Celkem  | Celkem     | Celkem  | 313    | 128  | -             | 11            | 9             | -                    | 4                    | 1                    | 328    | 138    |

## Hráčské úspěchy

### Klubové
- 1× vítěz 1. italské ligy (1955/56)
- 1× vítěz 2. italské ligy (1959/60)

### Reprezentační
- 1× na MP (1955–1960)